# Саморазгружающиеся сепараторы
Саморазгружающийся сепаратор — Саморазгружающийся центробежный сепаратор — Самоочищающийся центробежный сепаратор — тип центробежного тарелочного сепаратора, где вертикально движущийся поршень закрывает окошки выпуска (круглые или прямоугольные с закругленными углами) для седиментированного продукта и открывает их только при саморазгружении при помощи, как правило, гидравлики и очень редко — сжатого воздуха. Разгрузка занимает доли секунды (0,2 — 0,4 секунды) при частичной разгрузке и несколько секунд при полной.

## Главные компоненты агрегата
1. Саморазгружающийся барабан
2. Электродвигатель
3. Система подключения электродвигателя к барабану
4. Гидравлическая система для разгрузки барабана
5. Приемно-выводное устройство
6. Приемник осадка
7. Крышка сепаратора

## Главные компонентысаморазгружающегося барабана
1. Барабан. Как правило сделан из нержавеющей стали
2. Комплект тарелок в конфигурации для 2-х или 3-х фазовой очистки.
3. Распределитель
4. Поршень
5. Отверстия для разгрузки твёрдой фазы (могут также быть защищены от износа с помощью сменных элементов)
6. Система уплотнения барабана

## Принцип работы

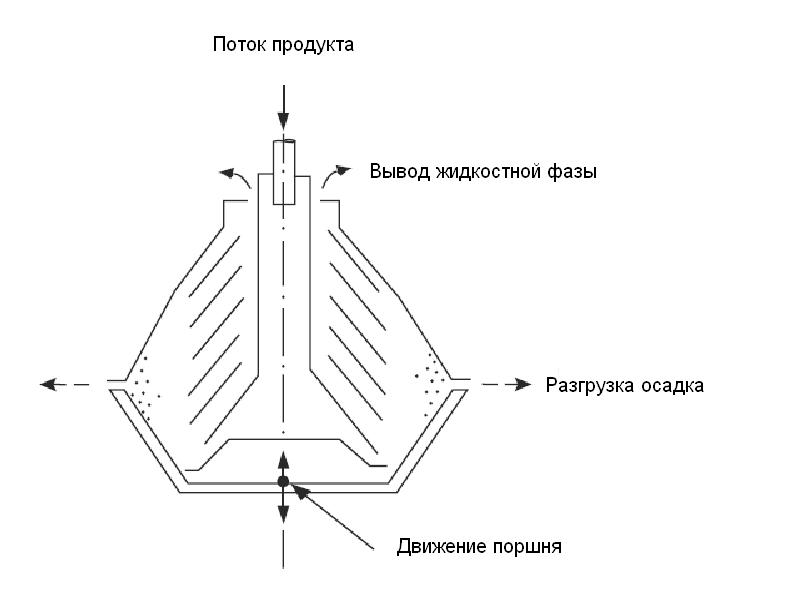

Гидравлическая система работает по принципу подачи подпиточной воды под поршень, где площадь и давление под поршнем выше чем над ним. Давление воды как правило 3-4 атм. Способ подачи может быть:
1. При помощи двухстороннего клапана, установленного в барабан (клапанов как правило 2), где с одной стороны подаётся подпиточная вода для разгрузки, а с другой стороны — для уплотнения.
2. При помощи золотника и вспомогательных пружин.
3. При помощи внешнего клапана и вспомогательных пружин.
4. Флексируемый поршень под давлением воды. Поршень сделан из специального материала, на который не действует деформация даже после десятков тысяч разгрузок.

Сепараторы приводятся в действие при помощи электродвигателя тремя способами в современном виде:
1. Через муфту — вал червячного колеса — червяк — червячное колесо — вал барабана (см. зубчатая передача). Барабан монтируется на валу и вращается с более высокой скоростью чем муфта электродвигателя.
2. Через приводной плоский ремень соединяющую прямым образом муфту электродвигателя и муфту вала, на которую монтируется барабан сепаратора.
3. Через прямой привод от электродвигателя к валу барабана, где электродвигатель монтируется под сепаратором. Употребляется на больших сепараторах.

Запуск как правило производится с панели дистанционного управления.
Поток продукта в агрегат может подаваться сверху (как правило) или снизу через впускной коленчатый патрубок (в этом случае применяются осевые уплотнения, и такой агрегат ещё может называться бактофугой). Затем продукт попадает в распределитель и подаётся дальше через распределительные отверстия в тарелках.
Разделение происходит в зоне между тарелками. Жидкость (если используются две разных жидкости, то имеющая меньшую плотность) перемещается вдоль верхней поверхности тарелок к центру барабана, выходит из барабана и далее направляется или при помощи рабочего колеса под давлением, или стекает вниз через коллектор. Если используется жидкость с большой плотностью, то она стекает по нижней части тарелок к периферийной части сепаратора под центробежной силой, затем двигается вверх по верхней разделительной тарелке, выходит из барабана и далее направляется или рабочим колесом под давлением или стекает вниз через коллектор.
Рабочее колесо в герметичном сепараторе, где продукт подаётся снизу через впускной коленчатый патрубок (бактофуга), вращается вместе с барабаном и таким образом имеет сопловую функцию. В более распространённом сепараторе с питанием сверху, рабочее колесо прикреплено к крышке барабана и работает как центробежный насос. Осадок движется вдоль нижней стороны тарелок (вместе с тяжёлой жидкостью) к периферийной части сепаратора под действием центробежной силы, где он собирается в ёмкости для осадка. Когда давление с нижней стороны поршня падает, поршень опускается вниз, открывая отверстия для разгрузки осадка. Разгрузившийся материал транспортируется в приёмник осадка.
Вычисление интервала разгрузки приводится по следующей формуле:
{\displaystyle T=(V*60*100)/(Q*S)}
T = период между разгрузками в минутах
V = эффективный объём пространства осадка в литрах
Q = проходимость в литрах в час
S = % осадка в жидкости по объёму

## Применение
Саморазгружающиеся сепараторы применяются во всех отраслях промышленности. В основном они используются для очистки топливных масел от воды и мелких частиц (иногда также с обработкой натрием или калием). Также они применяются в пищевой промышленности (сепарирование смесей для получения мягкого сыра и кремов, очистка жидкого сырья от бактерий и их спор, удаление примесей и слизи, стандартизация), в производстве пива и др.

## Главные производители
- Andritz Frautech
- Flottweg
- GEA Westfalia Separator
- Alfa Laval
- Завод сепараторов «Ротор»
- GHS Separationstechnik GmbH
- Seital
- Pieralisi
- KMA
- Mitsubishi Kakoki Kaisha, Ltd. (дивизион компании Mitsubishi)